# Vålax
Vålax (finska Voolahti) är en ort i Borgå i Nyland. Den hade 281 invånare år 2020.

## Befolkningsutveckling
| Befolkningsutvecklingen i Vålax 2011–2020 | Befolkningsutvecklingen i Vålax 2011–2020 | Befolkningsutvecklingen i Vålax 2011–2020 | Befolkningsutvecklingen i Vålax 2011–2020 | Befolkningsutvecklingen i Vålax 2011–2020 |
| ----------------------------------------- | ----------------------------------------- | ----------------------------------------- | ----------------------------------------- | ----------------------------------------- |
|                                           |                                           |                                           |                                           |                                           |
| År                                        |                                           |                                           | Folkmängd                                 |                                           |
| 2011                                      | 2011                                      |                                           | 276                                       |                                           |
| 2013                                      | 2013                                      |                                           | 297                                       |                                           |
| 2018                                      | 2018                                      |                                           | 297                                       |                                           |
| 2020                                      | 2020                                      |                                           | 281                                       |                                           |